# Тайлер, Артур
Артур Уолтер Тайлер (англ. Arthur Walter Tyler, 26 июля 1915, Ютика, Нью-Йорк — 23 августа 2008, Хендерсон, Невада) — американский бобслеист, пилот, выступавший за сборную США в конце 1950-х годов. Бронзовый призёр зимних Олимпийских игр 1956 года в Кортина-д’Ампеццо, чемпион мира.

## Биография
Артур Тайлер родился 26 июля 1915 года в городе Ютика, штат Нью-Йорк. Окончив Мичиганский университет и получив степень доктора философии в области физики, вместе со своим другом Эдгаром Сеймуром переехал в Рочестер, где устроился на работу в компанию Eastman Kodak. Одновременно с этим заинтересовался бобслеем, в двойке с Сеймуром одержал победу на чемпионате Северной Америки и взял золото национального первенства. Благодаря этим успешным выступлениям удостоился права защищать честь страны на Олимпийских играх 1956 года в Кортина-д’Ампеццо, там в составе команды, куда также вошли разгоняющие Уильям Додж, Чарльз Батлер и Джеймс Лэми, завоевал бронзовую медаль. Кроме того, попробовал выступить здесь в зачёте двухместных экипажей со второй американской сборной, но после всех заездов оказался вне призовых позиций, приехав шестым.
Дальнейшие выступления Тайлера складывались не менее удачно. На чемпионате мира 1957 года в швейцарском Санкт-Морице он выиграл серебро в двойках и бронзу в четвёрках. В 1959 году на мировом первенстве, проходившем в том же Санкт-Морице, пополнил медальную коллекцию бронзовой наградой в двойках и золотой в четвёрках. Долгое время эта золотая медаль оставалась последней для США, пока в 2009 году это достижение не повторил будущий олимпийский чемпион Стивен Холкомб. На момент окончания соревнований Тайлеру было уже 43 года, поэтому вскоре после этого чемпионата он принял решение завершить карьеру профессионального спортсмена, уступив место молодым американским пилотам.
Помимо своих спортивных результатов, Артур Тайлер также получил известность как выдающийся конструктор саней для бобслея. Будучи по образованию физиком, он вносил в свой боб множественные изменения, экспериментировал с формой, испытывал сани в воздушных трубах, пытаясь придать им наилучшие аэродинамические свойства. В конечном счёте он покинул Eastman Kodak и основал несколько своих собственных фирм по производству электроники, долгое время жил в пригороде Бостона, остаток жизни провёл на Филиппинах.
Умер 23 августа 2008 года в городе Хендерсон, штат Невада.